# 카리나 브라이언트
카리나 브라이언트(영어: Karina Bryant, 1979년 1월 27일~)는 영국의 전직 유도 선수이다. 올림픽에 4회 참가했고 현역 마지막 올림픽인 2012년 하계 올림픽에서 여자 하프헤비급 은메달을 획득했다. 또한 세계 선수권 대회에서 은메달 5개, 동메달 2개를 획득했으며 유럽 선수권 대회에서 금메달 4개, 은메달 1개, 동메달 3개를 획득했다.